# Соболь Валентина Олександрівна
Валенти́на Олекса́ндрівна Со́боль (* 1 травня 1955) — український літературознавець, перекладач, редактор. Доктор філологічних наук. Професор. Член Національної спілки письменників України. Член Донецького відділення НТШ. Дійсний член НТШ в Україні.
Сфера наукових інтересів: історія українського письменства від давнини до сучасності, порівняльні аспекти вивчення слов'янських літератур, проблеми дослідження й викладання українського письменства в Україні і в Польщі, українська література в її контактах з європейськими літературами, насамперед, література барокової доби.

## Біографія
Народилася 1 травня 1955 року на Дніпропетровщині в сім'ї вчителя.
1977 року з відзнакою закінчила філологічний факультет Дніпропетровського національного університету.
У 1977—1978 роках — викладач української мови і літератури СШ № 128 Дніпропетровська.
У 1978—1981 роках — після виїзду сім'ї за місцем військової служби чоловіка-офіцера до Литви — завідувач бібліотеки при військовій частині 75417.
У 1981—1984 роках — аспірантка кафедри української літератури Дніпропетровського університету.
1984 року в Інституті літератури АН УРСР захистила кандидатську дисертацію з проблем сучасної історичної романістики — «Естетичне вираження пафосу народності в історичному українському романі».
У 1984—2001 роках — викладач, доцент, в.о. професора кафедри української літератури та фольклористики Донецького університету.
1996 року в Інституті літератури НАН України захистила докторську дисертацію з проблем давньої літератури — «Літопис Самійла Величка як явище українського літературного бароко».
Від 2001 року професор кафедри української та зарубіжної літератури Бердянського університету та професор кафедри україністики Варшавського університету.
Керує аматорським «Театром живого слова» факультету прикладної лінгвістики та східнослов'янських філологій Варшавського університету: поставлені уривки із драм Лесі Українки «Лісова пісня», «Одержима» та «Бояриня» (2001), драму Марка Кропивницького «Дай серцю волю, заведе в неволю»(2002), конкурс модерної поезії (2003), кабарет-виставу «Синій корабель» (2004), театралізоване Шевченківське свято «І генії кохають» (2005). Фрагменти із вистав «Театру живого слова» були показані по українському каналу Варшавського телебачення.
Автор понад 200 праць з історії української літератури.

## Наукові роботи
У науковому доробку 12 книжок: «З глибини віків» (Київ 1995, доповнене перевидання: Кам'янець-Подільський 2002), «Літопис Самійла Величка як явище українського літературного бароко»(1996), «12 подорожей в країну давнього письменства»(2003), «Пам'ятна книга Дмитра Туптала»(2004), «Не будьмо тінями зникомими» (2006), а також циклу підручників «До джерел»: «Історія давньої української літератури ІХ-ХУІІІ ст.»(2005), «Історія української літератури XIX-початку XX ст..»(2006), «Історія української літератури ХХ-початку XXI ст.»(2007), «Історія давньої української літератури ІХ-XVIII ст.»(доповнене перевидання -2008). Переклала щоденник (діаріуш) П.Орлика, працює над темою «Перекладна література XVI—XVIII століть».

### Книжкові видання
- З глибини віків. — Київ: «Зодіак — еко», 1995. — 198 с. Розширене перевидання — Кам'янець-Подільський, 2002),
- «Літопис Самійла Величка як явище українського літературного бароко» (Донецьк, 1996), 336 с.
- «12 подорожей в країну давнього письменства» (Донецьк, 2003),
- «Пам'ятна книга Дмитра Туптала» (Варшава, 2004),
- «Не будьмо тінями зникомими». Навчальний посібник для студентів філологічних факультетів вузів (Донецьк, 2006);
- Серія підручників «До джерел» для українських ліцеїв у Польщі:
  - «Історія української літератури IX—XVIII ст.» (Варшава, 2005),
  - «Історія української літератури XIX — початку XX ст.» (Варшава, 2006);
  - «Історія української літератури ХХ — початку XXI ст.» (Варшава, 2007).
- Українське бароко. Тексти і контексти. (Варшава, 2015).
- Ołeksandr Koszyc s jego dziennik «Z pieśnią przez świat»; redakcja naukowa Walentyna Sobol. Warszawa: Wydawnictwo Uniwersytetu Warszawskiego, 2018. — 394 s.

### Вибрані статті
- Епоха та її герої в Літописі Самійла Величка // Слово і час. — 1995. — № 4;
- «У терпінні вашім знайдеться душа ваша…» // Київ. — 1995. — № 2—3;
- «Війна домова» С.Твардовського як літературне джерело української історіографії // Писемні пам'ятки східнослов'янськими мовами ХІ — XVIII ст. — Київ, 1995;
- Перспективи дослідження «Історії русів» // Warszawskie zeszyty ukrainoznawcze. — 2001. — № 10;
- Око прірви, або Дорога до себе //Вітчизна. — 2001. — № 5—6;
- Чому «калина по краплині в серце крапле» // Слово і час. — 2001. — № 6;
- «Проглас» Костянтина Філософа в контексті української літератури (в:) V Конгрес Міжнародної Асоціації Україністів. Історія. Частина 2. — Чернівці, 2004;
- Пам'ятна книга Дмитра Туптала (в:) До джерел: AD FONDES. Studia in honoren Oleh Kupchyns'kyj septuagenario delicate. Volumen II, Kyiv—Lviv 2004;
- Щоденники Дмитра Туптала та Йоасафа Горленка в контексті європейської традиції (в:) Українсько-польські контексти доби бароко, Київ 2004;
- Жанр давньоукраїнського щоденника в контексті традицій //Tradycja і nowatorstwo w kulturach і literaturach słowiańskich, pod red. Izabeli Kowalskiej-Paszt, Joanny Czaplińskiej, Anny Horniatko-Szumiłowicz, Marzanny Kuczyńskiej. — Szczecin, 2004. — Rozprawy і studia.— T. (DXCIX) 525;
- Yuriy Lypa in the Intellectual Life of the Secondo Republic of Poland (w:) The Ukrainian Quarterly. Volume LXI, Number 4. Winter 2005, s. 392—398.
- Необароковий театр прози пізнього Шевчука (w:) Slavia Orientalis, tom LIV, nr 4, rok 2005; Wkład współczesnej historiografii polskiej do wiedzy o Ukrainie (IX—XVIII ww.) (w:) Warszawskie zeszyty ukrainoznawcze. — 2005. — № 19—20;
- Фантастичні повісті Валерія Шевчука — у первісній редакції (w:)Донецький вісник наукового товариства ім. Шевченка.— Том 7.— Донецьк, 2005;
- Новочасна сповідь чи традиційний щоденник (w:) Донецький вісник наукового товариства ім. Шевченка. — Том 7. — Донецьк, 2005;
- Tragizm w ukraińskiej historiografii barokowej // Problemy tragedii і tragizmu. Studia і szkice. Pod red. Haliny Krukowskiej і Jarosława Ławskiego.— Białystok 2005.
- Методические особенности перевода с древнепольского языка диариуша (1720—1733) Филиппа Орлика (в:) Тезисы докладов Ш Международной научной конференции «Русский язык в языковом и культурном пространстве Европы и мира: Человек. Сознание. Коммуникация. Интернет». 10—14 мая 2006 года, Варшава, с. 68—69;
- Цикл фантастичних повістей В.Шевчука // Вітчизна.— 2006.—№ 1—2;
- Пісні землі Донецької //Донецький вісник Наукового товариства ім. Шевченка, том 11, Донецьк 2006;
- «Szistdesiatnycy» w opinii polskiej (w:)Warszawskie zeszyty ukrainoznawcze.— 2006.—№ 21—22; Потік спогадів, документів, вражень у формі руху змислів(в:) Донецький вісник наукового товариства ім..Шевченка, Донецьк 2007, том 17, с. 20—31;
- Поняття «дискурсу» в історичному розвитку (в:) Донецький вісник наукового товариства ім..Шевченка, Донецьк 2007, том 17, с. 143—157;
- Zapomniane polskojęzyczne prace Iwana Franki o literaturze starożytnej (w:) Warszawskie zeszyty ukrainoznawcze, 2007, tom 23—24, s. 149—157.

### Переклади
- Переклад із мови оригіналу на сучасну українську мову: Дмитро Туптало. Щоденні записки //Слово многоцінне. Хрестоматія української літератури, створеної різними мовами в епоху ренесансу та бароко XV — XVIII століть в чотирьох книгах. Керівник проекту Василь Яременко. — Київ 2006. — Книга 3.— С. 422—458.
- Переклад із польської розділу книги: Ewa Thompson. Trubadurzy imperium, Kraków 2001 (в:) Валентина Соболь. Не будьмо тінями зникомими, Донецьк 2006, с. 215—242;
- переклад з польської розділу праці: Jonathan Culler. Teoria literatury, Warszawa 2002 (в:) Валентина Соболь. Не будьмо тінями зникомими, Донецьк 2006, с. 243—256.
- Переклад фрагмента щоденника Пилипа Орлика (в:)Методические особенности перевода с древнепольского языка диариуша (1720—1733) Филиппа Орлика (в:) Материалы докладов Ш Международной научной конференции «Русский язык в языковом и культурном пространстве Европы и мира: Человек. Сознание. Коммуникация. Интернет». 10—14 мая 2006 года, Варшава.

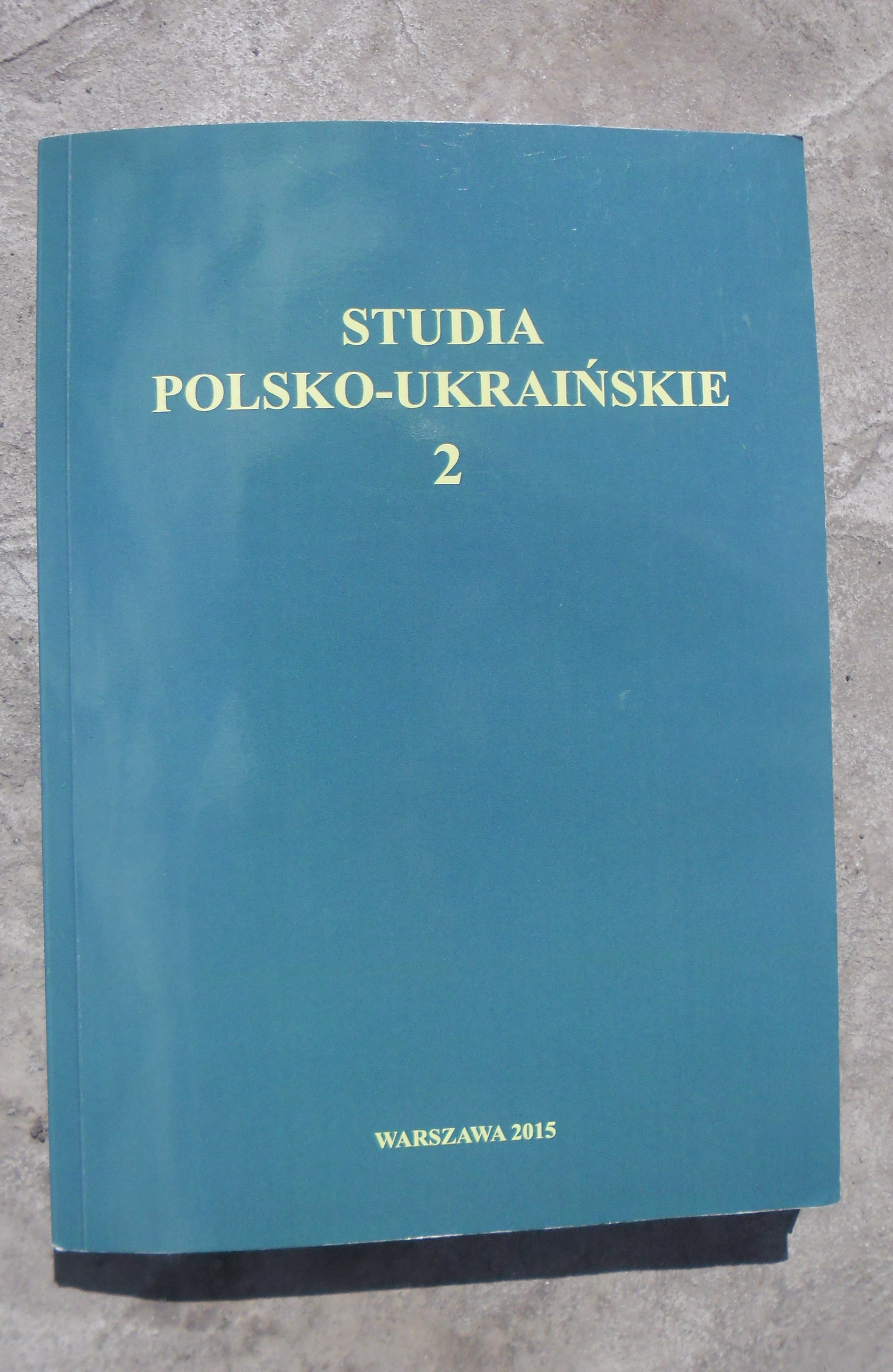

### Редакційна робота
Соболь Валентина Олександрівна — головний редактор періодичного видання «Studia Polsko-Ukrainskie». Warszawa. Засновано у 2014 р.

## Відзнаки
- Відзначена подякою Амбасадора України О. Ф. Моцика «За вагомий особистий вклад у пропагування української культури у Республіці Польща»(2008), а також — як керівник театру живого слова у Варшавському університеті «Синій корабель» — подякою Амбасадора України "За поширення українського поетичного слова "(2009)

Білецький В. С.

- Наукові пошуки відзначені також грамотою Товариства «Україна-Світ», «Золотою грамотою» Донецького Товариства української
- Диплом лауреата конкурсу на найкращу наукову монографію в царині української та білоруської культури імені Мелетія Смотрицького під патронатом Ректора Варшавського університету в 2023 році — за монографію «Filip Orlik i jego Diariusz»/ «Пилип Орлик та його Діаріуш». Видавництва Варшавського Університету, Варшава 2021,
- Пам'ятна медаль "Микита Шаповал" Донецького відділення НТШ, посвідчення № 20 від 23 грудня 2023 р. з нагоди 150-річчя НТШ.